# 2381 Landi
2381 Landi este un asteroid din centura principală, descoperit pe 3 ianuarie 1976 de Felix Aguilar Obs..